# Peresós pigmeu
El peresós pigmeu (Bradypus pygmaeus) és una espècie de peresós de tres dits recentment descoberta. Habita la petita illa de Isla Escuda de Veraguas propera a la costa de Panamà i com el seu nom suggereix, és nan en comparació amb els seus parents, probablement a conseqüència del nanisme insular.
Es troba en greu perill d'extinció. Aquest fet és degut a la petita àrea de distribució que presenta i la combinació de pèrdua d'hàbitat, caça i turisme.